# Шайдуров, Владимир Викторович
Влади́мир Ви́кторович Ша́йдуров (род. 19 июня 1947, Томск) — советский и российский учёный в области информационно-вычислительных технологий и прикладной информатики, профессор по дискретной математике, доктор физико-математических наук, академик Российской академии наук (2025), научный руководитель направления «Математическое моделирование» ФНЦ КНЦ СО РАН, заведующий базовой кафедрой вычислительных и информационных технологий Института Математики и фундаментальной информатики СФУ, член американского общества механиков-инженеров, член Европейской академии наук[уточнить].

## Биография
Родился в семье военнослужащего. В 1965 году окончил среднюю школу с золотой медалью.
Окончил механико-математический факультет НГУ (1970, диплом с отличием).
В 1970 г. направлен на работу в Вычислительный центр Сибирского отделения АН СССР (Новосибирск). В 1971 г. поступил в аспирантуру Вычислительного центра, научный руководитель академик Г.И. Марчук. В 1973 защитил диссертацию на соискание ученой степени кандидата физико-математических наук.
В 1976 г. переведён на работу в ВЦ СО АН СССР в Красноярск, заведующий лабораторией, заведующий отделом, главный научный сотрудник.
С декабря 1983 года по октябрь 1985 года на освобожденной партийной работе, избранный секретарь партийного комитета КПСС Красноярского филиала СО АН СССР.
С 1985 года снова работает в ВЦ СО АН СССР (Красноярск). Доктор физико-математических наук (1985), профессор (1988). В 1990 году назначен, а в 1991 году избран директором ВЦ СО РАН (Красноярск), ныне Институт вычислительного моделирования СО РАН. В 1997 г. избран членом-корреспондентом Российской академии наук.
Область научных интересов – численные методы решения задач математической физики, математическое моделирование, прикладная информатика.
Автор и соавтор 259 научных работ, в том числе учебное пособие и 10 монографий на трех языках.

## Семья
Жена — Шайдурова Людмила Ивановна. Дети — Шайдурова Виктория Владимировна, Шайдурова Юлия Владимировна. Внуки — Мищенко Дарья Дмитриевна, Кабардин Максим Сергеевич.

## Награды
Награждён Государственной премией Российской Федерации в области науки и техники за цикл основополагающих работ по созданию и последующему внедрению высокоэффективного многосеточного метода численного решения широкого класса задач математической физики. Награждён орденом Почёта (2024) и орденом Дружбы (2008), медалью «За трудовую доблесть» (1982).